# Kushi TV
Kushi TV – indyjski kanał telewizyjny adresowany do dzieci, należący do Sun Network. Nadaje treści w języku telugu. Został uruchomiony w 2009 roku.